# Grand Prix Francji 1996
Wyniki Grand Prix Francji na Magny-Cours 30 czerwca 1996.

## Wyniki

### Kwalifikacje
| P  | Nr | Kierowca              | Konstruktor(-silnik) | Opony | Czas     | Odstęp   | Strata   |
| -- | -- | --------------------- | -------------------- | ----- | -------- | -------- | -------- |
| 1  | 1  | Michael Schumacher    | Ferrari              | G     | 1:15.989 | -        | -        |
| 2  | 5  | Damon Hill            | Williams-Renault     | G     | 1:16.058 | 0:00.069 | 0:00.069 |
| 3  | 3  | Jean Alesi            | Benetton-Renault     | G     | 1:16.310 | 0:00.252 | 0:00.321 |
| 4  | 4  | Gerhard Berger        | Benetton-Renault     | G     | 1:16.592 | 0:00.282 | 0:00.603 |
| 5  | 7  | Mika Häkkinen         | McLaren-Mercedes     | G     | 1:16.634 | 0:00.042 | 0:00.645 |
| 6  | 6  | Jacques Villeneuve    | Williams-Renault     | G     | 1:16.905 | 0:00.271 | 0:00.916 |
| 7  | 8  | David Coulthard       | McLaren-Mercedes     | G     | 1:17.007 | 0:00.102 | 0:01.018 |
| 8  | 12 | Martin Brundle        | Jordan-Peugeot       | G     | 1:17.187 | 0:00.180 | 0:01.198 |
| 9  | 9  | Olivier Panis         | Ligier-Mugen-Honda   | G     | 1:17.390 | 0:00.203 | 0:01.401 |
| 10 | 11 | Rubens Barrichello    | Jordan-Peugeot       | G     | 1:17.665 | 0:00.275 | 0:01.676 |
| 11 | 10 | Pedro Diniz           | Ligier-Mugen-Honda   | G     | 1:17.676 | 0:00.011 | 0:01.687 |
| 12 | 15 | Heinz-Harald Frentzen | Sauber-Ford          | G     | 1:17.739 | 0:00.063 | 0:01.750 |
| 13 | 19 | Mika Salo             | Tyrrell-Yamaha       | G     | 1:18.021 | 0:00.282 | 0:02.032 |
| 14 | 18 | Ukyō Katayama         | Tyrrell-Yamaha       | G     | 1:18.242 | 0:00.221 | 0:02.253 |
| 15 | 17 | Jos Verstappen        | Footwork-Hart        | G     | 1:18.324 | 0:00.082 | 0:02.335 |
| 16 | 14 | Johnny Herbert        | Sauber-Ford          | G     | 1:18.556 | 0:00.232 | 0:02.567 |
| 17 | 21 | Giancarlo Fisichella  | Minardi-Ford         | G     | 1:18.604 | 0:00.048 | 0:02.615 |
| 18 | 20 | Pedro Lamy            | Minardi-Ford         | G     | 1:19.210 | 0:00.606 | 0:03.221 |
| 19 | 16 | Ricardo Rosset        | Footwork-Hart        | G     | 1:19.242 | 0:00.032 | 0:03.253 |
| 20 | 22 | Luca Badoer           | Forti-Ford           | G     | 1:20.562 | 0:01.320 | 0:04.573 |
| 21 | 23 | Andrea Montermini     | Forti-Ford           | G     | 1:20.647 | 0:00.085 | 0:04.658 |
| 22 | 2  | Eddie Irvine          | Ferrari              | G     | -        | -        | -        |
| P  | Nr | Kierowca              | Konstruktor(-silnik) | Opony | Czas     | Odstęp   | Strata   |

### Wyścig
| P                 | + / –     | Nr | Kierowca              | Konstruktor        | Opony | Okr. | Czas / Strata | Komentarz         |
| ----------------- | --------- | -- | --------------------- | ------------------ | ----- | ---- | ------------- | ----------------- |
| 1                 | 1         | 5  | Damon Hill            | Williams-Renault   | G     | 72   | 1h36:28.795   |                   |
| 2                 | 4         | 6  | Jacques Villeneuve    | Williams-Renault   | G     | 72   | +0:08.127     |                   |
| 3                 | Bez zmian | 3  | Jean Alesi            | Benetton-Renault   | G     | 72   | +0:46.442     |                   |
| 4                 | Bez zmian | 4  | Gerhard Berger        | Benetton-Renault   | G     | 72   | +0:46.859     |                   |
| 5                 | Bez zmian | 7  | Mika Häkkinen         | McLaren-Mercedes   | G     | 72   | +1:02.774     |                   |
| 6                 | 1         | 8  | David Coulthard       | McLaren-Mercedes   | G     | 71   | +1 okr.       |                   |
| 7                 | 2         | 9  | Olivier Panis         | Ligier-Mugen-Honda | G     | 71   | +1 okr.       |                   |
| 8                 | Bez zmian | 12 | Martin Brundle        | Jordan-Peugeot     | G     | 71   | +1 okr.       |                   |
| 9                 | 1         | 11 | Rubens Barrichello    | Jordan-Peugeot     | G     | 71   | +1 okr.       |                   |
| 10                | 3         | 19 | Mika Salo             | Tyrrell-Yamaha     | G     | 70   | +2 okr.       |                   |
| 11                | 8         | 16 | Ricardo Rosset        | Footwork-Hart      | G     | 69   | +3 okr.       |                   |
| 12                | 6         | 20 | Pedro Lamy            | Minardi-Ford       | G     | 69   | +3 okr.       |                   |
| Niesklasyfikowani |           |    |                       |                    |       |      |               |                   |
|                   |           | 15 | Heinz-Harald Frentzen | Sauber-Ford        | G     | 56   |               | przepustnica      |
|                   |           | 18 | Ukyō Katayama         | Tyrrell-Yamaha     | G     | 33   |               | silnik            |
|                   |           | 22 | Luca Badoer           | Forti-Ford         | G     | 29   |               | układ paliwowy    |
|                   |           | 10 | Pedro Diniz           | Ligier-Mugen-Honda | G     | 28   |               | silnik            |
|                   |           | 17 | Jos Verstappen        | Footwork-Hart      | G     | 10   |               | układ kierowniczy |
|                   |           | 2  | Eddie Irvine          | Ferrari            | G     | 5    |               | skrzynia biegów   |
|                   |           | 21 | Giancarlo Fisichella  | Minardi-Ford       | G     | 2    |               | pompa paliwowa    |
|                   |           | 23 | Andrea Montermini     | Forti-Ford         | G     | 2    |               | elektryka         |
|                   |           | 1  | Michael Schumacher    | Ferrari            | G     | 0    |               | silnik            |
| Zdyskwalifikowani |           |    |                       |                    |       |      |               |                   |
|                   |           | 14 | Johnny Herbert        | Sauber-Ford        | G     | 70   |               | [ 1 ]             |
| P                 | + / –     | Nr | Kierowca              | Konstruktor        | Opony | Okr. | Czas / Strata | Komentarz         |

### Najszybsze okrążenie
| Nr | Kierowca           | Konstruktor      | Opony | Czas     | Okr. |
| -- | ------------------ | ---------------- | ----- | -------- | ---- |
| 6  | Jacques Villeneuve | Williams-Renault | G     | 1:18.610 | 48   |